# USS Farragut (DDG-99)
USS Farragut (DDG-99) — ескадрений міноносець КРО типу «Арлі Берк» ВМС США, серії IIa з 127/62-мм АУ. Сорок дев'ятий корабель цього типу в складі ВМС, будівництво яких було схвалено Конгресом США. Порт приписки: ВМБ Мейпорт.

## Назва
Корабель отримав назву на честь адмірала Девіда Фаррагута (1801–1870) -  американського воєначальника, флотоводця, адмірала ВМС США. Учасника англо-американської, американо-мексиканської та громадянської воєн. Перший в історії американського флоту контр-адмірал, віце-адмірал та повний адмірал ВМС.

## Будівництво
Корабель був закладений 7 січня 2004 року на корабельні Bath Iron Works, розташованій на річці Кеннебек в Баті, штат Мен, США. Спущений на воду 7 вересня 2005 року. Хрещеною матір'ю стала Сюзан Коллінз, американський політик, сенатор США від штату Мен, член Республіканської партії. 5 травня 2006 року залишив корабельні та попрямував до Ньюпорта, Род-Айленд, куди прибув 8 травня. 25 травня прибув до порту приписки Мейпорт, де 10 червня відбулася церемонія вступу до складу ВМС США.

## Бойова служба
21 лютого 2010 року вертоліт SH-60B Seahawk з «Фаррагут» зірвав дві спроби сомалійських піратів напасти на танзанійське судно MV  Barakaale 1.
20 червня 2012 року залишив порт приписки для запланованого розгортання в зоні відповідальності 5-го і 6-го флоту США. 8 серпня з триденним візитом прибув в порт Таллінн, Естонія. 21 серпня залишив порт Бодо. Норвегія, і взяв участь в Норвезькому морі в тристоронньому вченні «Northern Eagle 2012» ( «Північний орел 2012»), в якому також взяв участь БПК "Адмірал Чабаненко» (бортовий номер 650) ВМС Росії та фрегат берегової охорони Норвегії «Nordkapp» ( W320). В ході навчань норвезький екіпаж зазнав впливу електромагнітного випромінювання радара, що працює в смузі частот 3-4 ГГц, що стало причиною нездужання екіпажу. 25 серпня прибув з дводенним візитом в Сєвєроморськ, Росія. 7 квітня 2013 року повернувся в порт приписки після завершення дев'яти з половиною місячного розгортання.
28 квітня 2015 року «Фаррагут» відгукнувся на виклик лиха контейнеровоза  MV Maersk Tigris, який йшов через Ормузьку протоку, та потрапив під обстріл з іранського патрульного катера.
14 січня 2020 року американський військовий корабель «Фаррагут» і російський військовий корабель майже не зіткнулися один з одним в Аравійському морі.
В травні 2020 року в складі угруповання до якого ще входять есмінці КРО USS Preble (DDG-88) та USS Lassen (DDG-82) і один корабель прибережної зони USS Detroit (LCS-7 ), був відправлений Білим Домом в Карибське море, щоб не пропустити іранські нафтотанкери до берегів Венесуели.